# Alf Egnerfors
Knut Alf Egnerfors, född 14 oktober 1946 i Fors församling i Eskilstuna, är en svensk socialdemokratisk politiker, som mellan 1988 och 1994 var riksdagsledamot för Södermanlands läns valkrets.